# Coreopsis poloe
Coreopsis poloe là một loài thực vật có hoa trong họ Cúc. Loài này được Sagást. & Zapata mô tả khoa học đầu tiên năm 2003.